# ميك بيرن
ميك بيرن (بالإنجليزية: Mick Byrne)‏ (14 يناير 1960 في جمهورية أيرلندا - ) هو لاعب كرة قدم أيرلندي في مركز الهجوم. لعب مع أدو دين هاغ ونادي بوهيميان ونادي دوندالك ونادي سليغو روفرز ونادي شامروك روفرز ونادي شيلبورن وهدرسفيلد تاون وSt James's Gate F.C. ‏ وMonaghan United F.C. ‏ ودوري أيرلندا الحادي عشر ‏ وأثلون تاون ‏.

## وصلات خارجية
- ميك بيرن على موقع قاعدة بيانات كرة القدم.إي يو (الإنجليزية)